# Roy Neuberger
Roy Rothschild Neuberger, född 21 juli 1903 i Bridgeport i Connecticut, död 24 december 2010 på Manhattan i New York i New York, var en amerikansk finansman och konstsamlare.
Neuberger grundade investmentbolaget Neuberger Berman år 1939. Han var en av de främsta understödjarna av konstnärer som Willem de Kooning och Jackson Pollock.